# Zornpriset
Zornska priset, även kallat Zornpriset, var ett svenskt litteraturpris, som instiftades av Svenska Akademien år 1969 till 50-årsminnet av Anders och Emma Zorns donation, Bellmanpriset. Fram till 1984 utdelades priset årligen till skönlitterära författare ”utan begränsning till viss diktart”.

## Pristagare
- 1969 – Stig Carlson
- 1970 – Sven Rosendahl
- 1971 – Sven Delblanc
- 1972 – Per Gunnar Evander
- 1973 – P.C. Jersild
- 1974 – Lars Norén
- 1975 – Sten Hagliden
- 1976 – Tobias Berggren
- 1977 – Ella Hillbäck
- 1978 – Bengt Emil Johnson
- 1979 – Sara Lidman